# Michel Plessix
Michel Plessix (10 november 1959 – 21 augustus 2017) was een Frans stripauteur.

## Levensloop
Plessix studeerde twee jaar geneeskunde, maar volgde daarna een artistieke opleiding in Rennes. Van 1982 tot 1985 schreef hij scenario's voor het stripblad Frilouz. Jean-Luc Hiettre was de tekenaar.
In 1987 werkte hij samen met scenarist Didier Teste aan de strip Ed et Benjamin. Deze strip verscheen in enkele tijdschriften en kwam in 1988 uit in albumvorm. Hierna kwamen Plessix en Teste terecht bij uitgeverij Delcourt. Hier werkten ze samen aan de stripreeks Patje van het Groenewoud. Vervolgens schreef en tekende Plessix de stripreeks De wind in de wilgen, die was gebaseerd op het gelijknamige boek van Kenneth Grahame. Plessix maakte er nog een vervolgreeks van, genaamd De wind in de woestijn. In 2016 verscheen zijn laatste album en one-shot Waar de mieren heen gaan op scenario van Frank Le Gall.
Hij overleed in augustus 2017 na een hartaanval.